# Escuela de Arte y Superior de Diseño de Soria
La Escuela de Arte y Superior de Diseño de Soria es un centro público de referencia para los Estudios Superiores de Diseño Gráfico en Castilla y León, que imparte enseñanzas de Bachillerato Artístico, Ciclo Superior de Fotografía y Ciclo Formativo de Grado Medio en Asistente al Producto Gráfico Interactivo.

## Historia
El 14 de enero de 1906, se inaugura la Escuela de Artes y Oficios en el salón de actos de la Casa Consistorial de la capital, con la asistencia de las principales autoridades entre las que figuraban el representante de Soria en las Cortes, Luis de Marichalar, vizconde de Eza y el alcalde Ramón de la Orden.
El interés por la creación de este tipo de centros educativos surge durante el siglo XIX por la educación de los artesanos y obreros, y poder al mismo tiempo propagar las industrias artísticas.
Las primeras clases se impartían en un local situado en un caserón viejo, interior, con entrada por un patio donde aparcaban coches debido a que tenían acceso algunas cocheras, almacenes y un taller. Se solicita reiteradamente el cambio de ubicación. 
En 1950 se cambia la ubicación de la escuela a un local en la Plaza de Aguirre n.º 6, que tampoco contaba con una infraestructura adecuada.
En enero de 1957, el Ayuntamiento de Soria cede al Ministerio de Educación Nacional una parcela, denominada “Pradillo”, situada en la Plaza Tirso de Molina para la construcción de un edificio destinado a la Escuela de Artes. 
El 18 de noviembre de 1963 es inaugurada la Escuela de Artes y Oficios con la asistencia del Ministro de Educación, Manuel Lora Tamayo acompañado de otras autoridades. El edificio ha sufrido cambios y remodelaciones para adaptarlo a las necesidades que las nuevas enseñanzas demandaban y dotarlo con el equipamiento y materiales adecuados, con el apoyo y estímulo de la Dirección Provincial de Educación.

## Titulaciones
El centro imparte los siguientes títulos:
- Bachillerato de Artes.
  - Bachillerato de Artes Plásticas Imagen y Diseño.
  - Bachillerato de Música y Artes Escénicas.
- Formación Profesional.
  - C.F.G.M. Asistente al Producto Gráfico Interactivo.
  - C.F.G.S. Fotografía.

- Titulación equiparable al Grado Universitario.
  - Enseñanzas Artísticas Superiores de Diseño Gráfico.

## Reconocimientos y premios
- Escuelas Creativas de Ferran Adrià y Fundación Telefónica.[2]

- ‘Premio Escuela’, en la sección de Network Flic de Ilustración.[3]